# Marianne Wydler
Marianne Wydler (* 16. Dezember 1939 in Zürich; † 15. Dezember 2016 ebenda) war eine Schweizer Textildesignerin, Malerin, Zeichnerin und Illustratorin.

## Leben und Werk
Marianne Wydler besuchte die Textilfachschule in Brünn. Anschliessend liess sie sich an der Textilfachschule Zürich zur Textildesignerin ausbilden und war eine Schülerin von Johannes Itten. Von 1962 bis 1965 war sie als Textildesignerin in Kopenhagen tätig. In dieser Zeit begann sie zu malen und stellte ihre Werke 1964 in der Gruppenausstellung Surrealism in Kopenhagen aus.
Wieder in der Schweiz beteiligte sie sich regelmässig an Gruppenausstellungen. 1967, 1970 und 1973 erhielt sie ein Kunststipendium der Stadt Zürich. 1973 heiratete sie den Kunsthistoriker und Schriftsteller Paul Nizon. Die Ehe wurde nach ein paar Jahren geschieden. Ihre erste Einzelausstellung fand 1975 in der Galerie Hufschmid in Zürich statt. Marianne Wydler war zudem als Illustratorin für renommierte Zeitungen, Zeitschriften und Unternehmen tätig.
Als freischaffende Malerin und Textildesignerin lebte sie in Zürich, Paris und London. Später lebte sie mehrere Jahre in New York City, wo sie sich ausschliesslich der Malerei u. a. Pop Art widmete. Ende der 1980er-Jahre kehrte sie in die Schweiz zurück, wo neben der Malerei die Zeichnung einen zunehmend wichtigen Stellenwert einnahm.
2017 wurden Werke von Marianne Wydler in der Art-Dock-Ausstellung Commemorative exhibition Marianne Wydler in Zürich und in der Gruppenausstellung Swiss Pop Art. Formen und Tendenzen der Pop Art in der Schweiz 1962–1972 im Kunsthaus Aarau gezeigt.